# Fedor den Hertog

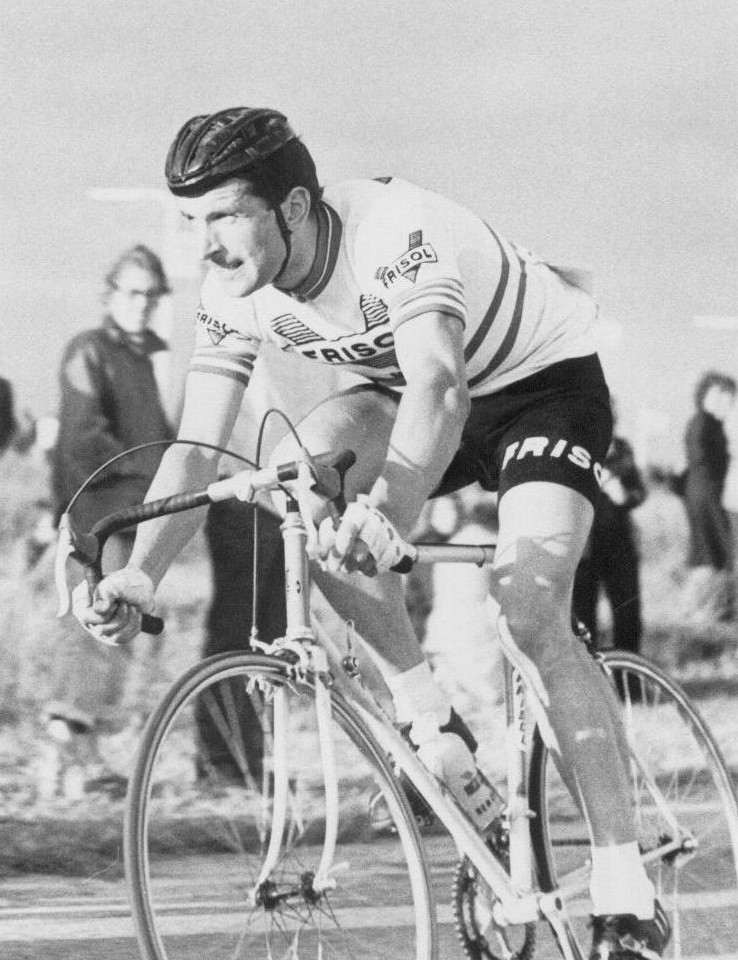
Fedor den Hertog 1976

Fedor Iwan den Hertog (* 20. April 1946 in Utrecht; † 12. Februar 2011 in Ermelo) war ein  niederländischer Radrennfahrer und Olympiasieger.

## Sportliche Laufbahn
Von Mitte der 1960er bis Mitte der 1970er Jahre galt Fedor den Hertog, genannt „Iwan der Schreckliche“, als einer der besten Amateurfahrer der Welt. 1967 stürzte er in den Ardennen so schwer, dass ihm die Ärzte zur Aufgabe des Sportes rieten, er konnte bis zum Ende des Jahres keine Rennen mehr bestreiten. 1968 wurde er Olympiasieger bei den Spielen in Mexiko-Stadt im Mannschaftszeitfahren gemeinsam mit Jan Krekels, René Pijnen und Joop Zoetemelk.
1968 sowie 1971 errang den Hertog den niederländischen Meistertitel in der Einerverfolgung der Amateure auf der Bahn. 1969 und 1971 gewann er das britische Milk Race (jeweils mit Etappensiegen), 1969 die Belgien-Rundfahrt, 1970 die Bulgarien-Rundfahrt, 1972 die Tour de l’Avenir und 1973 die Olympia’s Tour. 1969 gewann er die Gesamtwertung der Rheinland-Pfalz-Rundfahrt, nachdem er alle acht Etappen für sich entschieden hatte. 1972 siegte er als erster Niederländer zudem bei der DDR-Rundfahrt, ohne eine Etappe gewonnen zu haben.
1974 wurde den Hertog Profi und gewann die Niederländische Straßenmeisterschaft. Dreimal startete er bei der Tour de France, 1977 gewann er eine Etappe, musste aber später wegen Kniebeschwerden aufgeben. Im selben Jahr gewann er auch eine Etappe bei der Vuelta a España. 1980 gewann er den Maaslandse Pijl. Er konnte als Profi allerdings nie an seine Amateur-Erfolge anknüpfen.
Fedor den Hertog beendete seine Laufbahn nach einem Vertragsstreit mit dem Team Puch, als an seiner Stelle der Portugiese Marco Chagas einen Vertrag bekam. Nach dem Ende seiner Radsportlaufbahn (1980) führte den Hertog, der eine ukrainische Mutter hatte, ein Fahrradgeschäft in Belgien. 2009 wurde ein Buch über ihn veröffentlicht. Beim Rennen Parel van de Veluwe wird seit 1997 die „Fedor den Hertog Trofee“ für den angriffslustigsten Fahrer vergeben.

## Berufliches
Fedor den Hertog absolvierte eine Ausbildung zum Schiffswerk-Elektriker.